# كلود شاب
كلود شاب (25 ديسمبر 1763 - 23 يناير 1805) كان مخترع فرنسي، يعود الفضل له في التوصل لأول خط إشارة ناجح والذي سرعان ما امتد إلى جميع أنحاء فرنسا.